# Róg (województwo warmińsko-mazurskie)
Róg (niem. Roggen) – wieś w Polsce położona w województwie warmińsko-mazurskim, w powiecie nidzickim, w gminie Janowo.
W latach 1975–1998 miejscowość administracyjnie należała do województwa olsztyńskiego.
Na terenie wsi działalność duszpasterską prowadzi Kościół Ewangelicko-Augsburski w RP, znajduje się tu filialny kościół Łaski Bożej podległy Parafii Ewangelicko-Augsburskiej w Nidzicy.